# 439-та реактивна артилерійська бригада (РФ)
439-та гвардійська реактивна артилерійська Перекопська ордена Кутузова бригада (439 РеАБр, в/ч 48315) — артилерійське з'єднання Сухопутних військ Збройних сил Росії. Бригада дислокується у місті Знаменськ Астраханській області. Перебуває у складі Південного військового округу.

## Історія
Попередником бригади є 4-а гвардійська мінометна дивізія, створена в роки Великої Вітчизняної війни. 4-а гвардійська мінометна дивізія була озброєна ракетними системами залпового вогню БМ-13. Формування дивізії йшло з 5 по 23 грудня 1942 року у місті Москва. Бойовий шлях проходив по Україні, Криму, Запоріжжю. Гвардійці брали участь в штурмі Берліна й звільнення Праги. За роки війни 1044 гвардійця були нагороджені орденами і медалями.
4-а гвардійська мінометна дивізія перебувала в складі діючої армії з 10 січня 1943 року по 29 травня 1943 року, з 3 жовтня 1943 року по 31 травня 1944 року й з 17 грудня 1944 року по 9 травня 1945 року. У 1945 році, поряд з іншими мінометними дивізіями, 4-а гв. мінд була розформована.
З жовтня 1999 до березня 2003 року артилеристи брали участь у каральних операціях у Дагестані та Чечні. За це 150 військовослужбовців бригади удостоїлися нагород.
В середині березня 2022 року в ході відбиття російського вторгнення в Україну було ліквідовано начальника оперативного відділу в/ч 48315 – майора Артема Лазаренка.

## Опис
На озброєнні бригади стоять 300-мм РСЗВ 9К58 «Смерч».

## Втрати
Із відкритих джерел відомо про деякі втрати бригади під час вторгнення в Україну:
| п/п | Прізвище, ім'я, по-батькові                                           | Звання    | Дата народження | Дата смерті |
| --- | --------------------------------------------------------------------- | --------- | --------------- | ----------- |
| 1.  | Лазаренко Артем Сергійович (рос. Лазаренко Артем Сергеевич)           | майор     | 18.03.1988      | 15.03.2022  |
| 2.  | Ніязов Рустам Абдусаторович (рос. Ниязов Рустам Абдусаторович)        | лейтенант |                 | 18.07.2022  |
| 3.  | Фіньков Олександр Олександрович (рос. Финьков Алесандр Александрович) | майор     |                 | 02.09.2022  |